# Aizputes pagasts
Aizputes pagasts er en territorial enhed i Aizputes novads i Letland. Pagasten havde 1.003 indbyggere i 2010 og 928 indbyggere i 2016 og omfatter et areal på 88,90 kvadratkilometer. Hovedbyen i pagasten er Rokasbirze.